# Tetischeri
Tetischeri var drottning (stor kunglig hustru) och möjligen regent under Egyptens artonde dynasti.
Hon var dotter till Tjenna och Neferu, gift med farao Senakhtenre Ahmose, och mor till farao Seqenenre Tao och drottning Ahhotep I. 
Hon var möjligen regent under sin son farao Amenhotep I:s minderårighet. 
Hon ledde möjligen förmyndarregeringen för sin sonson farao Ahmose I tillsammans med sin dotter Ahhotep I, och de är båda avbildade bakom den unge kungen i monument under hans omyndighetstid. 
Hon spelade en viktig roll vid hovet långt efter sin död på grund av den dödskult hennes barnbarn Ahmose I tillägnade henne. 